# Lucía Lahoz Gutiérrez
Lucía Lahoz Gutiérrez es una catedrática del departamento de Historia del Arte-Bellas Artes de la Universidad de Salamanca e historiadora del arte alavesa.

## Biografía
Se doctoró en Historia del Arte en la Universidad de Salamanca con la tesis La escultura Gótica en Álava, en julio de 1992. Es catedrática del Departamento de Historia del Arte-Bellas Artes de la Universidad de Salamanca.
Compagina la docencia como profesora de Universidad de Salamanca con su labor de investigación artística realizando proyectos de investigación y asesoramiento para diferentes instituciones como la Universidad de La Rioja o la Universidad de Salamanca.
Sus líneas de investigación se centran en la Edad Media, con especial atención en los estudios visuales y culturales (imagen, memoria y discurso), estudios de género, religiosidad, marginación e historia de la Universidad.
Ha participado en diversos proyectos de investigación. Ha publicado libros y artículos en revistas de arte especializadas como Ondare: cuadernos de artes plásticas y monumentales o Sancho el Sabio. Ha participado como conferenciante en distintos coloquios y congresos, tanto de carácter divulgativo como científico.

## Obras
- La imagen y su contexto cultural. La iconografía medieval. María Lucía Lahoz Gutiérrez. Editorial Síntesis, 2022. ISBN 978-84-1357-224-6
- Visión y revisión historiográfica de la obra de Don Ángel Apraiz. María Lucía Lahoz Gutiérrez. Universidad Pontifica de Salamanca, 2014. ISBN 978-84-7299-728-8
- El intercambio artístico en el gótico: la circulación de obras, de artistas y de modelos. María Lucía Lahoz Gutiérrez, Universidad Pontificia de Salamanca, 2013. ISBN 978-84-7299-991-6
- Perfiles de Laguardia: (guía para una excursión). María Lucía Lahoz Gutiérrez. Vitoria: Diputación Foral de Álava, Departamento de Cultura, Juventud y Deportes, 2005. ISBN 84-7821-603-0
- El Pórtico de San Pedro de Vitoria: de la leyenda a la crónica. María Lucía Lahoz Gutiérrez. Álava: Diputación Foral de Álava, 2003. ISBN 84-7821-561-1
- Santa María de los Reyes de Laguardia: el pórtico en imágenes, el pórtico imaginado. María Lucía Lahoz Gutiérrez. Vitoria: Diputación Foral de Álava, Departamento de Cultura, [2000]. ISBN 84-7821-447-X
- Un paseo por el pórtico: visiones y miramientos: (Santa María de los Reyes de Laguardia). María Lucía Lahoz Gutiérrez. [Laguardia]: Sociedad [de] Amigos de Laguardia, [2000]. ISBN 84-607-0152-2
- Gorikoko artea Araban: El arte del gótico en Álava. María Lucía Lahoz Gutiérrez. Vitoria: Diputación Foral de Álava, 1999. ISBN 84-7821-408-9
- Escultura funeraria gótica en Álava. María Lucía Lahoz Gutiérrez. Vitoria: Diputación Foral de Álava, Departamento de Cultura y Euskera, D.L. 1996. ISBN 84-7821-285-X

## Premios y reconocimientos
- 2008 Premio Ciudad de Calahorra.[1]
- 2008 Premio Landázuri.[1]
- 2021 Premio María de Maeztu a la excelencia científica.[5]